# BOclassic
La BOclassic Alto Adige, denominata fino al 1995 Corsa internazionale di San Silvestro, è una competizione podistica internazionale, che si svolge annualmente, il 31 dicembre a Bolzano.
La prima edizione è del 1975, mentre nel 1977 si è aggiunta anche la competizione femminile. Dal 1984 la distanza è di 10 km per gli uomini e di 5 km per le donne.

## Storia
La gara fu ideata nel 1975 dalla società di atletica leggera e triathlon bolzanina Läuferclub Bolzano, sul modello della Corrida Internacional de São Silvestre di San Paolo del Brasile. Il percorso era di 15 km, poi dal secondo anno portato a 13 (inizialmente sia per gli uomini che per le donne, dal 1979 per le donne è stata dimezzata la distanza) e - dal 1984 - a 10 km per gli uomini (e 5 per le donne).
Dall'edizione 2019 è riconosciuta dalla World Athletics come Label Race.
A causa della pandemia di COVID-19, l'edizione 2020 venne spostata dal centro storico di Bolzano al centro di guida sicura di Vadena e corsa senza pubblico, per evitare assembramenti per le vie cittadine. Furono altresì cambiate le distanze: 5 km per gli uomini e 10 per le donne. Lo spostamento valse solo per la gara maggiore, mentre sono state cancellate le gare juniores, la gara amatoriale e quella di handbike.

## Percorso
Dal 1987 è stato introdotto un percorso fisso, un anello da 1 250 metri da percorrere 8 volte per gli uomini e 4 per le donne. Dalla centrale Piazza Walther, i corridori svoltano in via della Mostra, percorrono poi via Goethe, piazza delle Erbe, via Portici, via dei Grappoli, via Laurin, Piazza Stazione ed infine Viale della Stazione, che li riporta in piazza Walther. Partenza e arrivo sono stati fissati fin dalla prima edizione in Piazza Walther (ad eccezione di alcune edizioni che, a causa di cantieri, sono terminate in Piazza del Grano, Piazza della Mostra e via Argentieri). Nel 2015, tuttavia, l'amministrazione comunale decise di prolungare nella sua interezza (e non solo per metà come avvenuto fino al 2014) il locale mercatino di Natale, che si svolge in Piazza Walther, fino al 6 gennaio, e questo mise in dubbio lo svolgimento della gara, che fu garantita solo grazie allo spostamento della linea del traguardo alla fine di Viale della Stazione.
L'edizione 2020 venne disputata a Vadena, a causa delle restrizioni dovute alla pandemia di COVID-19, sul tracciato del centro di guida sicura Safety Park, e con le distanze invertite: 5 km per gli uomini e 10 per le donne.

## Partecipanti
È una gara ad inviti, e gli atleti per avere diritto di partecipare, devono aver conseguito nel corso dell'anno alcuni limiti: per le donne 4'40" sui 1500 m, 10'00" sui 3000 m e 17'00" sui 5000 m; per gli uomini 3'50" sui 1500 m, 14'45" sui 5000 m e 31'00" sui 10000 m. Viene garantita in questo modo una partecipazione di alto livello.
Nelle prime edizioni partecipavano solo atleti europei, per poi aprirsi ad atleti di tutto il mondo.

## Albo d'oro
Tra i vincitori della gara si contano diversi campioni, tra cui gli italiani Alberto Cova, Maria Curatolo e Salvatore Antibo, i keniani Jonah Koech, Tegla Loroupe, Daniel Komen e Paul Kosgei, l'ucraino Serhij Lebid', gli etiopi Abebe Dinkesa, Berhane Adere e Merima Denboba.
| Anno | Uomini                  | Uomini | Uomini   | Donne                     | Donne | Donne    |
| Anno | Atleta                  | Km     | Tempo    | Atleta                    | Km    | Tempo    |
| ---- | ----------------------- | ------ | -------- | ------------------------- | ----- | -------- |
| 1975 | Anton Gorbunow          | 13     | 39'59"   |                           |       |          |
| 1976 | Günter Zahn             | 13     | 39'30"   |                           |       |          |
| 1977 | Patriz Ilg              | 13     | 38'33"   | Heide Brenner             | 13    | 47'45"   |
| 1978 | Dietmar Millonig        | 13     | 38'46"   | Heide Brenner             | 13    | 46'25"   |
| 1979 | Klaus-Peter Hildenbrand | 13     | 39'09"   | Päivi Roppo               | 6,5   | 22'46"   |
| 1980 | Christoph Herle         | 13     | 38'32"   | Ellen Wessinghage         | 6,5   | 21'11"   |
| 1981 | Christoph Herle         | 13     | 38'48"   | Mathilde Heuing           | 6,5   | 22'28"   |
| 1982 | Emiel Puttemans         | 13     | 38'03"   | Christiane Finke          | 6,5   | 22'54"   |
| 1983 | Alex Hagelsteens        | 13     | 37'45"   | Ellen Wessinghage         | 6,5   | 21'34"   |
| 1984 | Alex Hagelsteens        | 10     | 29'10"   | Birgit-Maria Schmidt      | 5     | 17'03"   |
| 1985 | Alberto Cova            | 10     | 29'31"   | Cristina Tomasini         | 5     | 14'54"   |
| 1986 | Pierre Délèze           | 10     | 29'25"   | Vera Michallek            | 5     | 14'54"   |
| 1987 | Fethi Baccouche         | 10     | 28'46"   | Elly van Hulst            | 5     | 16'02"   |
| 1988 | Salvatore Antibo        | 10     | 28'34"   | Maria Curatolo            | 5     | 15'54"   |
| 1989 | Ezequiel Canario        | 10     | 28'27"   | Elly van Hulst            | 5     | 16'11"   |
| 1990 | Stephenson Nyamu        | 10     | 28'38"   | Uta Pippig                | 5     | 16'04"   |
| 1991 | Philemon Hanneck        | 10     | 28'02"   | Kathrin Weßel             | 5     | 15'34"   |
| 1992 | Jonah Koech             | 10     | 28'25"   | Lyudmila Borisova         | 5     | 16'05"   |
| 1993 | Addis Abebe             | 10     | 28'43"   | Lyudmila Borisova         | 5     | 16'01"   |
| 1994 | Shem Kororia            | 10     | 28'33"   | Tegla Loroupe             | 5     | 15'49"   |
| 1995 | Shem Kororia            | 10     | 28'19"   | Tegla Loroupe             | 5     | 15'49"   |
| 1996 | Daniel Komen            | 10     | 28'37"   | Tegla Loroupe             | 5     | 16'14"   |
| 1997 | Bernard Barmasai        | 10     | 28'08"   | Berhane Adere             | 5     | 16'02"   |
| 1998 | Paul Kosgei             | 10     | 28'10"   | Merima Denboba            | 5     | 15'44"   |
| 1999 | Serhij Lebid'           | 10     | 28'24"   | Gete Wami                 | 5     | 15'50"   |
| 2000 | John Korir              | 10     | 28'27"   | Merima Denboba            | 5     | 16'08"   |
| 2001 | Serhij Lebid'           | 10     | 28'41"   | Susan Chepkemei           | 5     | 16'26"   |
| 2002 | Serhij Lebid'           | 10     | 29'02"   | Berhane Adere             | 5     | 15'50"   |
| 2003 | Serhij Lebid'           | 10     | 28'36"   | Berhane Adere             | 5     | 15'49"   |
| 2004 | Serhij Lebid'           | 10     | 28'23"   | Berhane Adere             | 5     | 16'14"   |
| 2005 | Abebe Dinkesa           | 10     | 28'38"   | Isabella Ochichi          | 5     | 15'53"   |
| 2006 | Abderrahim Goumri       | 10     | 28'34"   | Anikó Kálovics            | 5     | 15'44"   |
| 2007 | Edwin Soi               | 10     | 28'50"07 | Sylvia Kibet              | 5     | 16'01"06 |
| 2008 | Edwin Soi               | 10     | 28'55"5  | Gul'nara Samitova-Galkina | 5     | 15'59"7  |
| 2009 | Edwin Soi               | 10     | 28'44"3  | Sule Utura                | 5     | 16'11"4  |
| 2010 | Imane Merga             | 10     | 28'32"6  | Vivian Cheruiyot          | 5     | 15'52"7  |
| 2011 | Edwin Soi               | 10     | 28'16"6  | Vivian Cheruiyot          | 5     | 16'03"0  |
| 2012 | Imane Merga             | 10     | 29'12"3  | Sylvia Kibet              | 5     | 16'21"1  |
| 2013 | Imane Merga             | 10     | 28'43"8  | Maryam Yusuf Jamal        | 5     | 16'00"6  |
| 2014 | Muktar Edris            | 10     | 29'07"1  | Janet Kisa                | 5     | 15'49"4  |
| 2015 | Tamirat Tola            | 10     | 28'28"2  | Netsanet Gudeta           | 5     | 15'57"8  |
| 2016 | Muktar Edris            | 10     | 28'52"   | Agnes Tirop               | 5     | 15'44"   |
| 2017 | Muktar Edris            | 10     | 28'45"   | Agnes Tirop               | 5     | 15'30"   |
| 2018 | Tamirat Tola            | 10     | 28'12"   | Netsanet Gudeta           | 5     | 15'46"   |
| 2019 | Eyob Faniel             | 10     | 28'21"   | Margaret Kipkemboi        | 5     | 15'30"   |
| 2020 | Oscar Chelimo           | 5      | 13'17"   | Margaret Kipkemboi        | 10    | 30'42"   |
| 2021 | Tadese Worku            | 10     | 28'18"   | Dawit Seyaum              | 5     | 15'22"   |
| 2022 | Oscar Chelimo           | 10     | 28'14"   | Dawit Seyaum              | 5     | 15'33"   |
| 2023 | Sabastian Kimaru Sawe   | 10     | 28'00"   | Nadia Battocletti         | 5     | 15'30"   |
| 2024 | Telahun Bekele          | 10     | 27'59"   | Nadia Battocletti         | 5     | 15'30"   |

## Gare di contorno

### Trofeo giovanile RAIFFEISEN
Il Trofeo giovanile Raiffeisen (dal nome dello sponsor principale, la cassa Raiffeisen) è una gara di contorno alla BOclassic che si svolge dal 1982 subito prima delle gare élite. È riservata ad atleti minorenni tesserati FIDAL.
Sono quattro le categorie, sia maschili che femminili, in gara:
- Allievi (3 750 m) e allieve (2 500 m), riservata ad atleti di 16 e 17 anni;
- Cadetti (3 750 m) e cadette (2 500 m), riservata ad atleti di 14 e 15 anni;
- Ragazzi (1 250 m) e ragazze (1 250 m), riservata ad atleti di 12 e 13 anni;
- Esordienti maschili (1 250 m) ed esordienti femminili (1 250 m), riservata ad atleti di 10 e 11 anni.

### Gara podistica amatoriale LADURNER
La Gara podistica amatoriale si svolge parallelamente a quella agonistica dal 2004 sulla distanza dei 5 km. La corsa è aperta a uomini e donne maggiorenni, ed è limitata a 450 partecipanti.

### PENSPLAN CENTRUM Just for Fun
Possono partecipare alla corsa tutte le persone interessate, famiglie, staffette, persone con passeggini, cani (al guinzaglio con museruola), con bastoncini Nordic Walking,... L'unico obbligo: tutti i partecipanti devono indossare il pettorale e liberare il percorso dopo 40 minuti. Ognuno può decidere quanti giri vuole fare: 1 giro attraverso il centro storico di Bolzano è di 1.250 metri, 4 giri sono un totale di 5000 m - questa è la distanza della gara amatoriale Ladurner e delle donne élite. 

### BOclassic Handbike
Dal 2009 si sono affiancate a quella principale anche le competizioni maschile e femminile di handbike per atleti diversamente abili, sulla distanza dei 5 km.

#### Albo d'oro
| Anno | Uomini                                       | Uomini                                       | Uomini                                       | Donne                                        | Donne                                        | Donne                                        |
| Anno | Atleta                                       | Km                                           | Tempo                                        | Atleta                                       | Km                                           | Tempo                                        |
| ---- | -------------------------------------------- | -------------------------------------------- | -------------------------------------------- | -------------------------------------------- | -------------------------------------------- | -------------------------------------------- |
| 2009 | Roland Ruepp                                 | 5                                            | 13'41"2                                      | Franca Porcellato                            | 5                                            | 15'18"2                                      |
| 2010 | Roland Ruepp                                 | 5                                            | 12'24"9                                      | Claudia Schuler                              | 5                                            | 14'59"4                                      |
| 2011 | Roland Ruepp                                 | 5                                            | 11'16"2                                      | Claudia Schuler                              | 5                                            | 13'48"1                                      |
| 2012 | Roland Ruepp                                 | 5                                            | 11'07"1                                      | Claudia Schuler                              | 5                                            | 14'32"1                                      |
| 2013 | Roland Ruepp                                 | 5                                            | 11'36"6                                      | Claudia Schuler                              | 5                                            | 14'32"6                                      |
| 2014 | Roland Ruepp                                 | 5                                            | 12'08"1                                      | Claudia Schuler                              | 5                                            | 14'37"9                                      |
| 2015 | Roland Ruepp                                 | 5                                            | 13'04 8                                      | n.d.                                         | -                                            | -                                            |
| 2016 | Roland Ruepp                                 | 5                                            | 12'22"                                       | n.d.                                         | -                                            | -                                            |
| 2017 | Roland Ruepp                                 | 5                                            | 13'54"                                       | n.d.                                         | -                                            | -                                            |
| 2018 | Roland Ruepp                                 | 5                                            | 14'22"                                       | Julia Scharf                                 | 5                                            | 24'19"                                       |
| 2019 | Fredy Widmer                                 | 5                                            | 12'34"                                       | n.d.                                         | -                                            | -                                            |
| 2020 | Annullata a causa della pandemia di COVID-19 | Annullata a causa della pandemia di COVID-19 | Annullata a causa della pandemia di COVID-19 | Annullata a causa della pandemia di COVID-19 | Annullata a causa della pandemia di COVID-19 | Annullata a causa della pandemia di COVID-19 |
| 2021 | Christoph Depaoli                            | 5                                            | 13'02"                                       | n.d.                                         | -                                            | -                                            |